# Wyglądasz idealnie
Wyglądasz idealnie (zapis stylizowany: Wyglądasz Idealnie) – pierwszy singel polskiego piosenkarza Skolima z jego debiutanckiego albumu studyjnego, zatytułowanego Król Latino. Singel został wydany 19 maja 2022.
Nagranie otrzymało w Polsce status potrójnie diamentowego singla, przekraczając liczbę 750 tysięcy sprzedanych kopii.

## Geneza utworu i historia wydania
Utwór napisali i skomponowali Konrad Skolimowski oraz Mateusz Chmielewski.
Singel ukazał się w formacie digital download 19 maja 2022 w Polsce za pośrednictwem wytwórni płytowej e-Muzyka. Piosenka została umieszczona na debiutanckim albumie studyjnym Skolima – Król Latino.
23 czerwca 2023 singel został zaśpiewany podczas koncertu Disco pod Gwiazdami – Białystok 2023 emitowanego na antenie Polsatu. 31 grudnia 2023 roku utwór został wykonany podczas Sylwestrowej Nocy Przebojów w Chorzowie. 25 maja 2024 singel został zaprezentowany telewidzom stacji Polsat podczas Polsat Festiwal 2024.
31 grudnia 2024 piosenka została zaprezentowana telewidzom stacji Polsat podczas Sylwestrowej Mocy Przebojów organizowanej w Toruniu.
Piosenka znalazła się na polskiej składance Hity na czasie: Jesień 2022 (wydana 30 września 2022).

## Teledysk
Do utworu powstał teledysk, który udostępniono w dniu premiery singla za pośrednictwem serwisu YouTube.

## Lista utworów
- Digital download[2]

1. „Wyglądasz Idealnie” – 3:10

## Certyfikaty
| Kraj          | Certyfikat          | Sprzedaż |
| ------------- | ------------------- | -------- |
| Polska (ZPAV) | 3× diamentowa płyta | 750 000+ |